# Азолина, Лейли Викторовна
Лейли Викторовна Азолина (12 декабря 1922, Баку, Азербайджанская ССР, ФСССРЗ — 12 декабря 1941, Ястребки, Одинцовский район, Московская область, РСФСР, СССР) — разведчица отдельного отряда особого назначения Западного фронта (ООнЗФ), специализировалась на прослушивании телефонных переговоров противника, погибла 11 или 12 декабря 1941 года во время рейда в тыл врага.

## Биография
Родилась 12 или 13 декабря 1922 года в Баку. Отец — Агабек Фирудинбеков, профессор Бакинского государственного университета, знаток азербайджанской поэзии, назвал дочку в честь героини восточного эпоса о любви «Лейли и Маджнун». Мать Лейли — Валентина Викторовна Азолина — была его студенткой. Отчим Лейли — Виктор Азолин — стал отцом двух дочерей Валентины Викторовны — Лидии и Татьяны.
После развода мать с Лейли переехали в Москву, где жили по адресу улица Октябрьская, дом 2/12. В 1940 году поступила в Московский геологоразведочный институт, на геологоразведочный факультет.
Призвана 16 октября 1941 года Краснопресненским РВК Москвы. С конца октября 1941 года Лилия училась в школе связи. Владела специальностью телефониста и немецким языком, специализировалась на прослушивании телефонных переговоров противника, служила в технической разведке.
Впервые в тыл врага вышла 12 ноября в составе отряда, которым командовал полковник Сергей Иванович Иовлев. Рейд проходил в районе Угодского Завода, деревни Чёрная Грязь и села Высокиничи. Её задачей было незаметно подключиться к немецкому кабелю и собирать данные о передвижении войск противника, их вооружении и планах наступления. Был найден документ о том, что она приходила к матери на побывку 7 декабря 1941 года.
Погибла 11 (12) декабря 1941 года в Звенигородском (ныне Одинцовском) районе Московской области во время вылазки ООнЗФ в тыл врага. Её боевые товарищи видели, как при выполнении задания в лесу, когда группа уходила от преследования противника, Лейли вдруг упала в глубокий снег. Вероятно, погибла во вражеском плену. Командовавший отрядом Георгий Есин вспоминал после войны: «Одиннадцатого декабря в посёлок Ястребок. В этом районе мне дали разведданные и проводника. Но проводник навёл мой отряд на передовые части противника, а сам успел сбежать. Мне вообще показалось странным, куда нас ведёт проводник… Фактически отряд был наведён на оборону противника, которую передовые части Пятой армии не могли прорвать. Мы ввязались в бой, понесли потери и отступили»

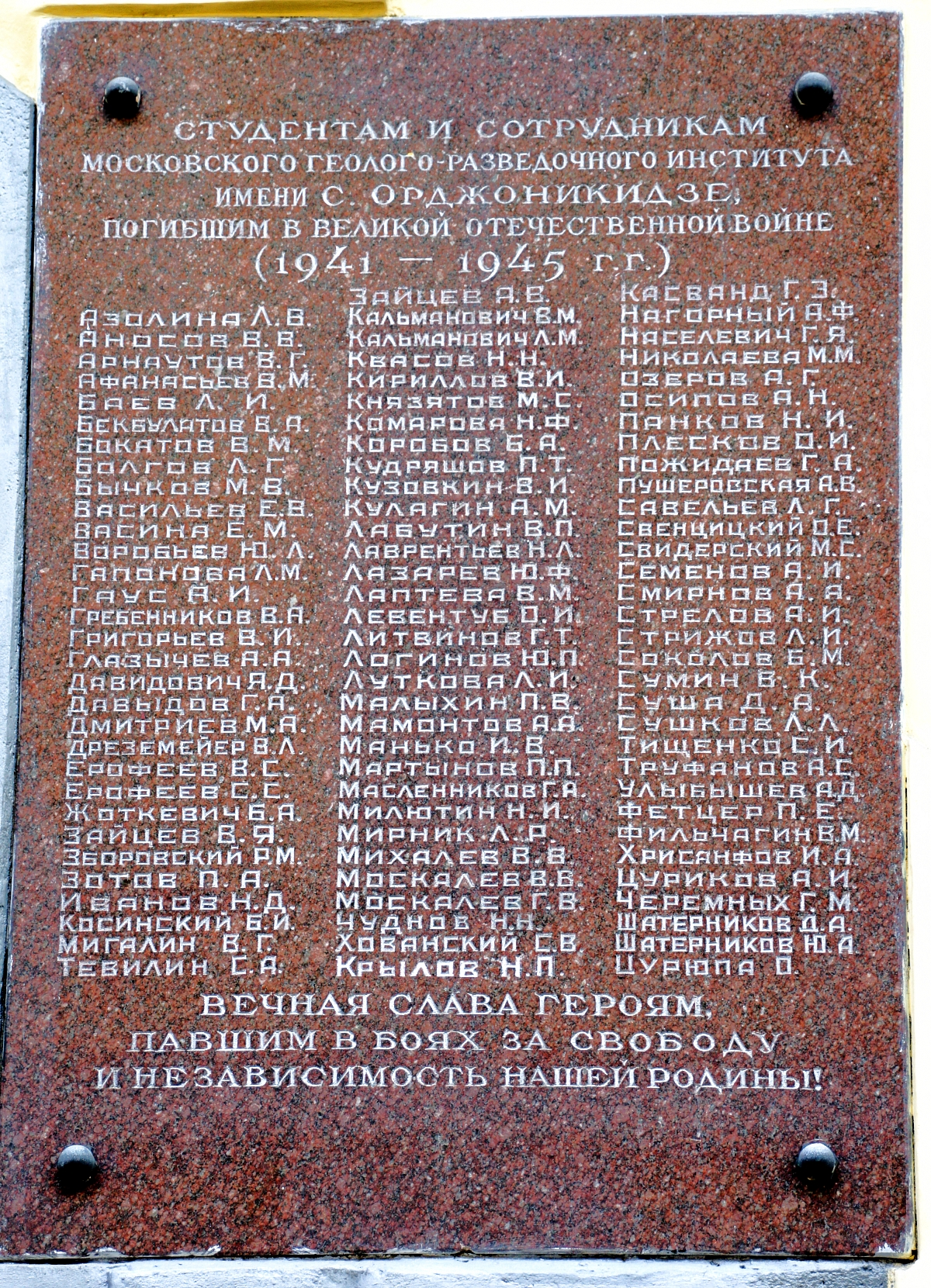
Памятная плита, старое здание МГРИ, ул. Моховая, дом 11

Место захоронения не установлено. Числится пропавшей без вести.

## Азолина и Космодемьянская
Ошибочно считалась бойцом центральной разведывательно-диверсионной школы при ЦК ВЛКСМ, носившей название «партизанской части № 9903», так же, как и Зоя Космодемьянская. Вместе с тем, под номером № 9903 было зашифровано всё диверсионное отделение разведотдела штаба Западного фронта. Имя Лейли впервые прозвучало в прессе, когда в «Московском комсомольце» от 29 ноября 1967 года была напечатана статья «Дорогами героев»: «Спустя несколько дней после того военного — 24-часового отпуска, который Лиля Азолина провела с мамой и сёстрами, почтальон не принес газету маме, на Октябрьскую улицу, в дом 2/12, в 6-ю квартиру: в тот день в номере был напечатан очерк Петра Лидова о повешенной немцами партизанке Тане и снимок. Лицо повешенной партизанки было страшно похоже на Лилино». Мать Лейли для того, чтобы имя дочери оказалось на мемориальной плите на старом здании Геологоразведочного института на Моховой улице (см. фото), указала неверное место её захоронения — Петрищево.
В 1960-х годах появлялись неверные сведения, что в деревне Петрищево вместо Зои Космодемьянской была повешена Лейли Азолина. Путаница возникла по ряду причин: одно обозначение для всех частей диверсионного отделения, внешнее сходство Зои и Лейли (Лили) на фотографии Петра Лидова, имя Таня, которым назвалась Зоя при аресте, было именем младшей сестры Лейли.
Историк Александр Соколов отыскал в архивах фото Лейли рядом с бойцом отряда особого назначения Западного фронта.